# 한국농산물유통기술조합
한국농수산물유통기술조합은 농수산물의 공정한 유통 질서에 기여하며 값싸고 양질의 농수산품을 국민에게 직접 제공하고, 노점 트럭상을 공식적이고 합법적인 판매상으로 만들며 서민 복지 향상을 도모하는 것이 목표인 사회적 기업으로 2014년 6월 6일 설립된 협동조합이다.

## 행동 강령
행동 강령은 "올바른 인생관 및 정체성 확립, 자기 극복을 통한 개척 정신의 생활화, 건전한 가정 윤리 확립을 통한 가정의 회복, 건전한 소비 문화 조성을 위한 근검 절약의 생활화, 함께 사는 시민 의식 및 공동체 의식 함양, 건전한 근로관 및 국가관 확립, 생명 존중과 환경, 글로벌 이슈에 대한 인식과 대안 모색"이다.

## 주요사업
- 농수산물 산지와 소비자의 직접유통활성화를 위한 사업
- 정부에 대한 건의 및 자문
- 조합원의 사업에 관한 조사 및 정보.자료의 수집 및 분산
- 농수산물 유통 구조 제도 개선을 위한 연구 사업
- 공익 사업과 조합원 복지 사업
- 기타 본 조합의 목적과 부합하는 부대 사업